# Носаль Євдокія Іванівна
Носаль Євдокія Іванівна (нар. 13 березня 1918, Бурчак, Запорізька обл. — 23 квітня 1943, Новоросійськ) — радянська льотчиця, Герой Радянського Союзу (1943 — посмертно), в роки німецько-радянської війни заступник командира ескадрильї 46-го гвардійського нічного бомбардувального авіаційного полку (218-та нічна бомбардувальна авіаційна дивізія, 4-та повітряна армія, Північно-Кавказький фронт), гвардії молодший лейтенант.

## Біографія
Євдокія Іванівна Носаль народилась 13 березня 1918 року в селі Бурчак Михайлівського району Запорізької області в селянській родині. Українка. Закінчила семирічну школу.
Після закінчення школи переїхала до Миколаєва. У 1936 році закінчила Миколаївський педагогічний технікум. Працювала вчителем молодших класів і викладачем фізкультури в середній школі № 27 міста Миколаєва.
У 1937 році за комсомольською путівкою прийшла до миколаївського аероклубу. Була організатором і керівником гуртка Тсоавіахіму при школі. Після закінчення аероклубу, направлена на подальше навчання в Херсон. У 1940 році закінчила штурманський курс Херсонської школи пілотів ЦПФ. Призначена льотчиком-інструктором Вінницького аероклубу.
Початок німецько-радянської війни зустріла у Бресті, де її чоловік, льотчик Григорій Перепелиця, проходив військову службу. Оскільки Є. І. Носаль була вагітною, її було евакуйовано з Бреста. Проте пологовий будинок, в якому перебувала Євдокія після народження сина, був зруйнований ворожою авіацією. Її витягли з-під уламків, але дитина загинула.
В листопаді 1941 року Є. І. Носаль прибула в місто Енгельс, до Центру підготовки й формування жіночих полків, яким керувала Герой Радянського Союзу майор М. М. Раскова. Сюди з'їжджались дівчата-льотчиці з усього СРСР. Після інтенсивної льотної підготовки, було сформовано 588-й нічний бомбардувальний авіаційний полк. Навчання продовжувалось до травня 1942 року, коли полк було направлено на фронт.
Бойові вильоти здійснювались на літаках По-2. Вже в серпні 1942 року Євдокія Носаль здійснила свій 100-й бойовий виліт, в жовтні — 200-й. В кінці 1942 року її призначено командиром ланки, а потім — заступником командира ескадрильї.
8 березня 1943 року газета «Крылья Советов» надрукувала статтю «Дочка Родины», в якій описала подвиги відважної льотчиці.
Всього Є. І. Носаль здійснила 354 нічних бойових вильоти на бомбардування ворожих позицій, скинувши при цьому 48 000 кг бомб різного калібру.
23 квітня 1943 року вночі, повертаючись з бойового завдання в районі Новоросійська, літак Є. Носаль був атакований німецьким винищувачем. Євдокія була смертельно поранена. Штурман Г. Каширіна змогла дотягти до аеродрому і посадити понівечений літак.
Поховано відважну льотчицю в селищі Пашковський (в адміністративному підпорядкуванні м. Краснодар).
Указом Президії Верховної Ради СРСР від 24 травня 1943 року за зразкове виконання бойових завдань командування та виявлені мужність і героїзм в боях з німецько-фашистськими загарбниками гвардії молодшому лейтенанту Носаль Євдокії Іванівні посмертно надано звання Героя Радянського Союзу.

## Нагороди
- Медаль «Золота Зірка» Героя Радянського Союзу
- Орден Леніна
- Орден Червоного Прапора
- Орден Червоної Зірки
- На честь 25-річчя РСЧА нагороджена ЦК ВЛКСМ іменним годинником.

## Пам'ять
На батьківщині Є. І. Носаль, в селищі Михайлівка Запорізької області, встановлено бронзове погруддя героїні.
З 1985 по 1991 роки в Миколаєві й Краснодарі (почергово) проходив щорічний Всесоюзний турнір батутистів на приз імені Героя Радянського Союзу Євдокії Носаль.